# Miccapetlacalli
Miccapetlacalli es en la mitología azteca, la diosa de la tumba y personificación de la derrota y la muerte . Una diosa de los estratos infernales que vivían en el Mictlan.